# Pomocník
Pomocník es una película dramática checoslovaca de 1982 dirigida por Zoro Zahon. La película fue seleccionada como la entrada checoslovaca a la Mejor Película en Lengua Extranjera en los 55.ª edición de los Premios Óscar, pero no fue aceptada como nominada.

## Reparto
- Gábor Koncz como Valent Lancaric
- Elo Romančík como Riecan
- Ildikó Pécsi como Señora Riecan
- Marta Sládecková como Eva Riecanová
- Ivan Mistrík como Dobrik
- Milán Kis como Filadelfi
- József Ropog como Torok
- Hana Talpová como Vilma
- Július Satinský como Dr. Bielik